# Národní skautské jamboree 2023
Národní skautské jamboree 2023 (zkráceně NSJ2023) se konalo od 3. do 8. května 2023 v Parku 360 v Hradci Králové. Akce se zúčastnilo více než 5 000 skautů a skautek ve věku 10 až 16 let z celé ČR. Pořadatelem akce byl Junák - český skaut, z. s. Jednalo se o největší skautské setkání na území Česka od roku 1931.
Oficiální zahájení jamboree bylo 3. května v 19:30 a bylo živě streamováno na Facebooku, a část ceremoniálu byla vysílání i v Událostech České televize. 
Program národního jamboree byl zaměřený na plnění stezek a odborek, připraven byl ale také program v Hradci Králové. Pro skauty byl připraven ale také různorodný program plný sportovních či adrenalinových aktivit, diskuzí, přednášek či hudební koncerty. 

## Tábořiště
Park 360, ve kterém se jamboree konalo, se nachází v blízkosti letiště Hradec Králové. Jedná se o multifunkční prostor, kde se koná pravidelně třeba festival Rock for People, na který jezdí přes 30 tisíc lidí. 